# Stenodyneriellus nititissimus
Stenodyneriellus nititissimus är en stekelart som beskrevs av Giordani Soika 1995. Stenodyneriellus nititissimus ingår i släktet Stenodyneriellus och familjen Eumenidae. Inga underarter finns listade i Catalogue of Life.